# Honey (film 2003)
Honey è un film statunitense del 2003, diretto da Bille Woodruff ed interpretato da Jessica Alba.
Nel 2011 e nel 2016 sono stati realizzati due sequel: Honey 2 - Lotta ad ogni passo e Honey 3 - Il coraggio di ballare, sempre per la regia di Bille Woodruff. Nel film sono presenti svariati cameo di veri artisti hip-hop e R&B come Missy Elliott, Tweet, Rodney Jenkins e Jadakiss.

## Trama
Honey Daniels è una ragazza a cui piace l'hip hop, che per mostrare la sua bravura decide di esibirsi in una discoteca serale. Il suo sogno, infatti, è quello di poter lavorare come ballerina nei video musicali, anche se per il momento si limita a fare la commessa in un negozio di dischi e l'insegnante in una scuola di danza locale gestita da sua madre, anche lei ballerina, che avrebbe voluto una carriera nella danza classica per lei. Un giorno incontra il noto regista Michael Ellis, il quale apprezzando il suo talento, si complimenta con lei e le propone di partecipare ad alcuni video. Dopo un fortunatissimo provino, Honey inizia a lavorare con artisti hip hop di grandissimo successo, acquistando una popolarità sempre maggiore anche fra gli addetti ai lavori.
In un primo momento Honey si lascia distrarre da tutto ciò e trascura la sua migliore amica, tuttavia in un secondo momento ricomincia a seguire molto da vicino due ragazzini del suo quartiere, entrambi vittima di un patrigno violento, di una madre assente e della criminalità del quartiere. I tentativi di Honey di sottrarre i ragazzini alla criminalità hanno successo con il più piccolo ma non con il fratello maggiore, e la mettono fra l'altro contro il "boss" del quartiere: per fortuna il barbiere Chaz, anche lui da sempre in contrasto con la criminalità del luogo, interviene in sua difesa.
Mentre tutto sembra andare a gonfie vele nella vita lavorativa da Honey, nel corso di una serata tutto cambia. Il regista, attratto dalla sua bellezza, prova ad approfittarsi di lei, ma Honey si rifiuta. L'uomo decide allora di vendicarsi: dopo aver precedentemente approvato l'idea di Honey di coinvolgere i suoi studenti di danza in un video musicale, egli cambia le carte in tavola e non solo boccia l'idea ma sostituisce Honey con Katrina, ragazza che era sua rivale ai tempi delle performance in discoteca. A questo punto Honey torna alla sua vecchia vita, con un solo obiettivo: salvare la scuola di danza del quartiere dal pignoramento e i suoi ragazzi dalla strada.
Per riuscirci, allestisce uno spettacolo di beneficenza insieme ai suoi allievi. La sua migliore amica, con cui aveva precedentemente litigato, fa di tutto per aiutarla e sprona addirittura la dipendente della banca che gestisce il pignoramento dell'immobile al suo spettacolo. Nel frattempo accade qualcosa di molto inaspettato: la grande rapper Missy Elliott pretende di lavorare con Honey ed è molto critica con Katrina e le sue idee. Il regista supplica dunque Honey di tornare a lavorare con lui, ma la ragazza ha intuito cosa è accaduto e rifiuta categoricamente di aiutarlo.
Nel frattempo Benny, uno dei ragazzi che Honey cercava di strappare dalla strada, va nel carcere minorile a causa di un colpo finito male: nessuno dei criminali va a trovarlo in carcere, e questo aiuta Honey ad aprirgli gli occhi ed a portarlo dalla sua parte. Benny esce di galera in tempo per preparare lo spettacolo insieme al resto della crew. Alla fine, lo show ottiene un successo enorme e permette ad Honey di racimolare tutto il denaro che le serviva per salvare la scuola di danza. Al termine della serata l'amore fra Honey e Chaz arriva inoltre a concretizzarsi, e perfino dive musicali come Tweet e Missy Elliott si presentano alla serata: quest'ultima ingaggia Honey per coreografare il video di una girlband, le Blaque, che intende lanciare nel mercato, restituendo quindi la ballerina al mondo dello spettacolo.

## Colonna sonora
1. It's A Party - Tamia
2. I'm Good - Blaque
3. J-A-D-A - Jadakiss and Sheek
4. I Believe - Yolanda Adams
5. React - Eric Sermon
6. Ooh Wee - Mark Ronson featuring Ghostface and Saigon
7. Hurt Sumthin - Missy Elliott
8. Thugman - Tweet
9. Closer - Goapele
10. Now Ride - Fabolous
11. Gimme the Light - Sean Paul
12. Think Of You - Amerie
13. Leave Her Alone - Nate Dogg featuring Rocafella Crew
14. Hypnotic - Tweet
15. Hero - Nas
16. Hot  - Ginuwine

## Curiosità
- In origine il ruolo di Honey doveva essere interpretato da Aaliyah, poi deceduta in un incidente aereo nel 2001 e sostituita da Jessica Alba.[1]
- Le scene ambientate nel club, sono state filmate al "The Guvernment Club" a Toronto, in Canada.
- Al film hanno partecipato alcune personalità musicali famose, come Jadakiss, Sheek e Missy Elliott.
- Katrina è interpretata da Laurieann Gibson, la coreografa del film, dalla cui vita reale la pellicola è liberamente ispirata.[2][3]